# Кіріцешть (Ведя, Арджеш)
Кіріцешть, Кіріцешті (рум. Chirițești) — село у повіті Арджеш в Румунії. Входить до складу комуни Ведя.
Село розташоване на відстані 119 км на захід від Бухареста, 20 км на південний захід від Пітешть, 82 км на північний схід від Крайови, 125 км на південний захід від Брашова.

## Населення
За даними перепису населення 2002 року у селі проживали 199 осіб, усі — румуни. Усі жителі села рідною мовою назвали румунську.